# Escarigo (Figueira de Castelo Rodrigo)
Escarigo is een plaats (freguesia) in de Portugese gemeente Figueira de Castelo Rodrigo en telt 124 inwoners (2001).